# Tove Wallenstrøm
Tove Agnes Christense Wallenstrøm (née le 12 janvier 1915 à Copenhague et morte le 5 mars 2013  dans la même ville) est une actrice danoise.

## Filmographie partielle
- 1932 : Han, hun og Hamlet
- 1933 : Københavnere – 1933
- 1933 : 5 raske piger (en) de A. W. Sandberg
- 1935 : Provinsen kalder
- 1935 : Fange nr. 1
- 1942 : Frøken Vildkat